# Ribes malvaceum
Ribes malvaceum är en ripsväxtart som beskrevs av James Edward Smith. Ribes malvaceum ingår i släktet ripsar, och familjen ripsväxter. Utöver nominatformen finns också underarten R. m. viridifolium.

## Bildgalleri

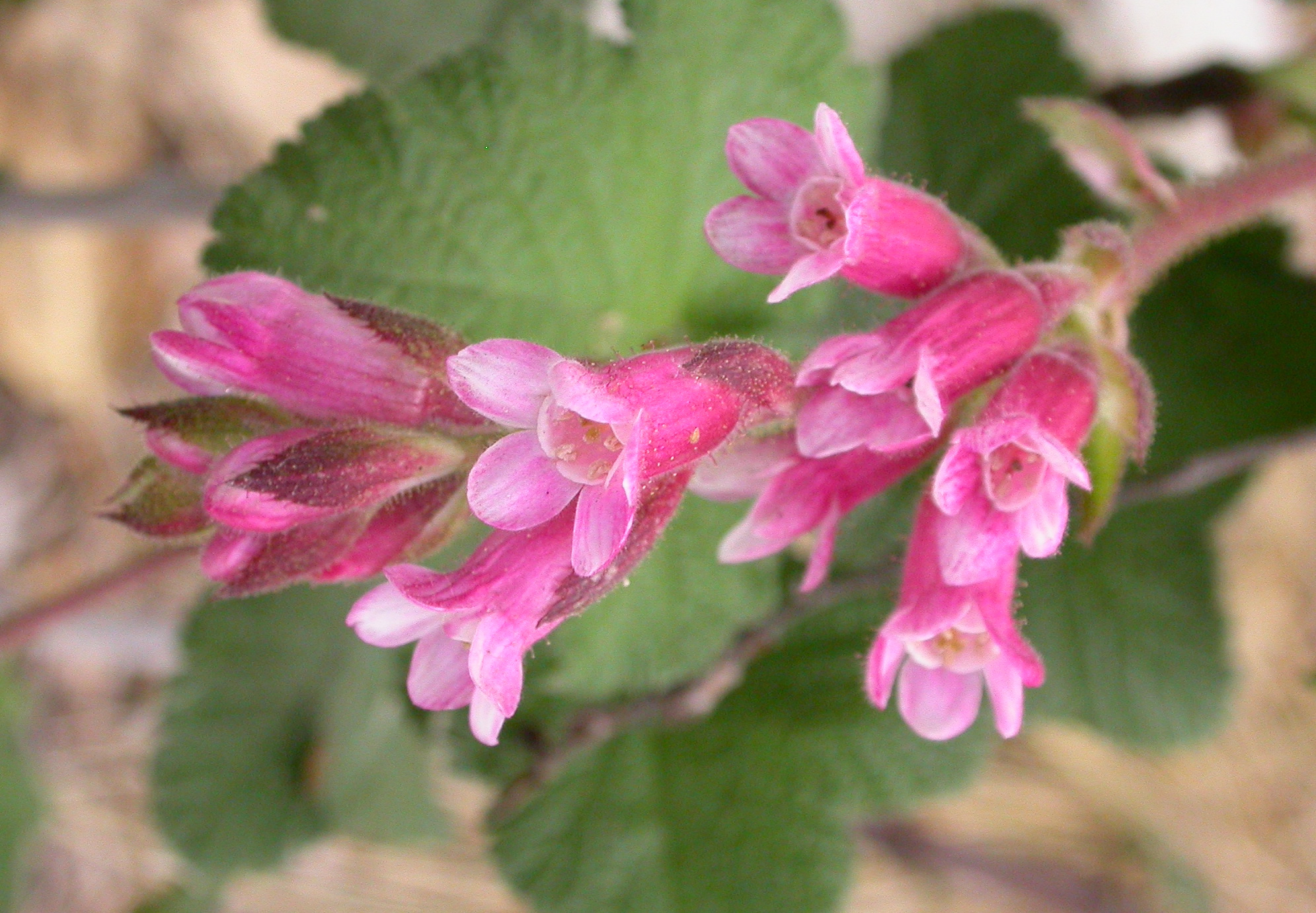
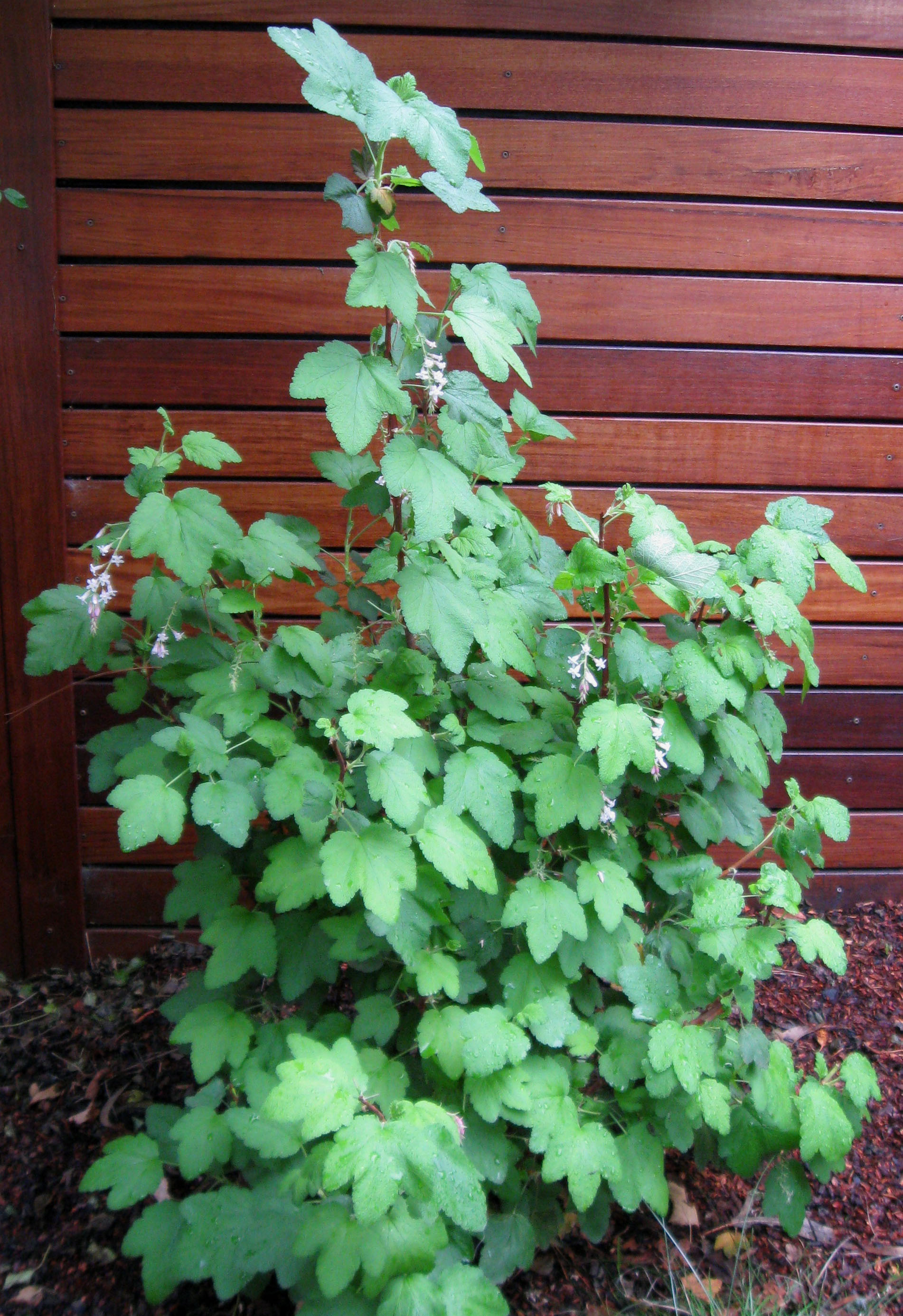
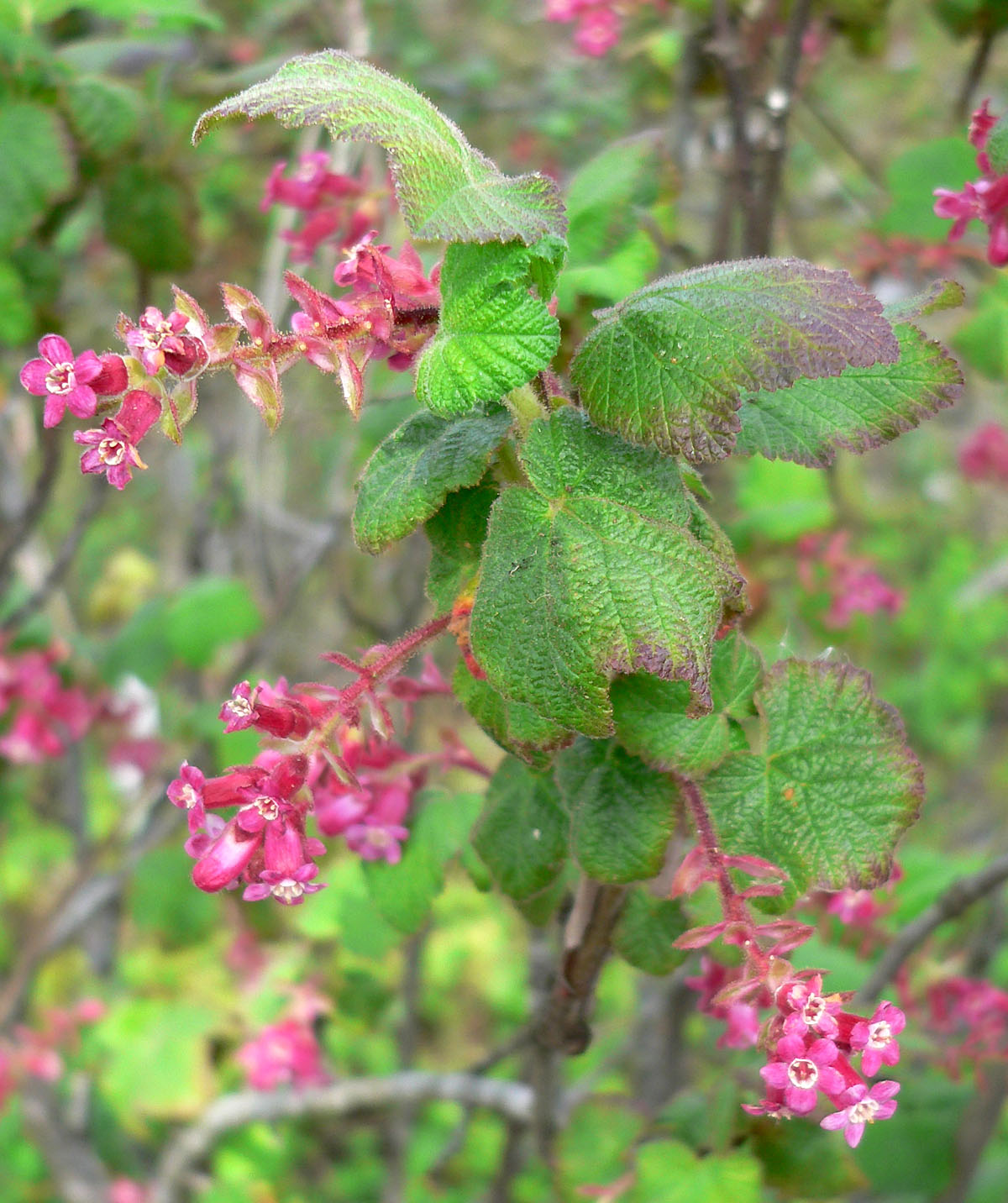
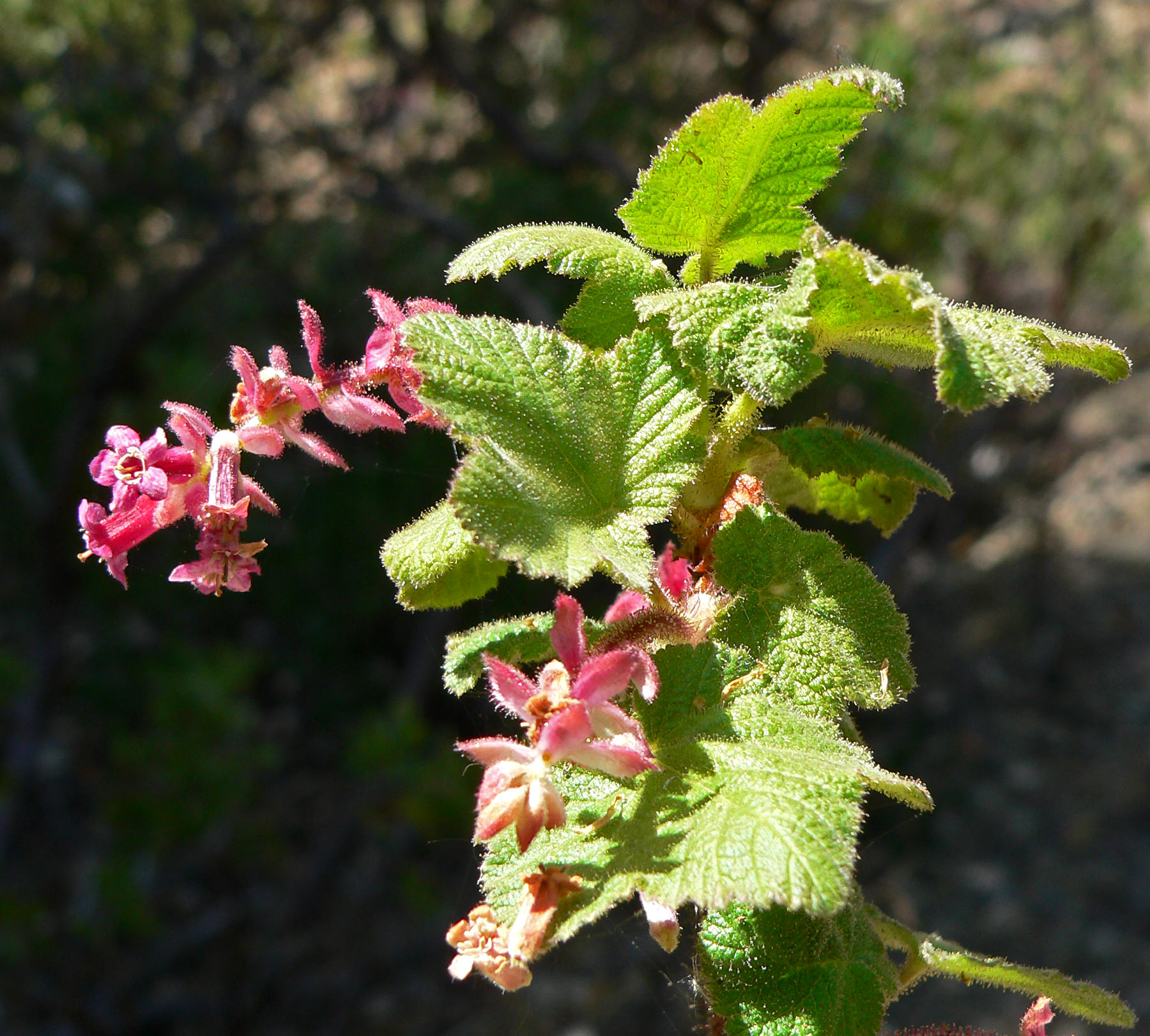